# Edward Michael Pakenham
Edward Michael Pakenham, född 19 mars 1778 på Pakenham Hall, Westmeath, Irland, död 8 januari 1815 utanför New Orleans, var en brittisk general. Han var son till Edward Pakenham, 2:e baron Longford.
Pakenham deltog med utmärkelse i krigen mot Napoleon, särskilt i sin svåger Wellingtons pyreneiska fälttåg, varunder han i slaget vid Salamanca (22 juli 1812) med sin division genombröt fiendens center. År 1812 blev han generalmajor, utsågs 1814 till befälhavare över expeditionen mot New Orleans, men led där ett förkrossande nederlag mot den amerikanske generalen Andrew Jackson och stupade själv i striden.